# Aston Villa F.C.
Aston Villa nogometni je klub iz britanskog grada Birminghama. Osnovan je 1874. te je jedan od klubova utemeljitelja Engleske lige 1888. godine. Domaće utakmice igra na Villa Parku. Vlasnik i predsjednik kluba je Randolph Lerner. 
Aston Villa je jedan od najstarijih i najuspješnijih engleskih klubova. Najveći uspjeh im je osvajanje Kupa prvaka u sezoni 1981./82. te je četvrti najtrofejniji engleski klub. Najveći protivnik im je klub iz Birminghama Birmingham City te klubovi iz predgrađa West Bromwich Albion i Wolverhampton Wanderers F.C. Klupske boje su crvena i plava.
Aston Villa je jedan od klasičnih klubova FIFA.

## Uspjesi

### Domaći uspjesi
Englesko prvenstvo:
- Prvak (7): 1893./94., 1895./96., 1896./97., 1898./99., 1899./00., 1909./10., 1980./81.
- Drugi (1): 1889., 1903., 1908., 1911., 1913., 1914., 1931., 1933., 1990., 1999.
- Treći (2): 1895., 1929.

Engleska 2. liga:
- Prvak: 1938., 1960.
- Doprvak: 1975., 1988.

Engleska 3. liga:
- Prvak: 1972.

FA kup:
- Pobjednik: 1887., 1895., 1897., 1905., 1913., 1920., 1957.
- Finalist: 1892., 1924., 2000.

Engleski Liga kup:
- Pobjednik: 1961., 1975., 1977., 1994., 1996.
- Finalist: 1963., 1971.

Charity Shield:
- Pobjednik: 1981.
- Finalist: 1910., 1957., 1972.

### Europski i svjetski uspjesi
Kup prvaka:
- Pobjednik (1): 1981./82. (finale)

UEFA superkup:
- Pobjednik (1): 1982.

Interkontinentalni kup.
- Finalist (1): 1982.

Intertoto kup:
- Pobjednik (1): 2001.

## Slavni igrači
- William McGregor
- George Ramsay
- Trevor Ford
- Eric Houghton
- Peter McParland
- Charlie Aitken
- Brian Little
- Peter Withe
- Dennis Mortimer
- Gordon Cowans
- Paul McGrath
- Peter Schmeichel
- Ernie Callaghan
- Jimmy Cantrell
- Brad Friedel
- Ashley Young
- Gary Cahill
- Savo Milošević
- Stan Collymore
- Gareth Southgate
- Tony Cascarino
- Stiliyan Petrov
- Boško Balaban
- Gabby Agbonlahor
- John Carew
- Gábor Király
- Marcus Allbäck
- Saša Ćurčić
- Juan Pablo Ángel
- Ryan Bertrand

## Vanjske poveznice
- Službena stranica (engl.)